# 别索诺夫卡农村居民点
别索诺夫卡农村居民点（俄语：Бессоновское сельское поселение）是俄罗斯联邦别尔哥罗德州别尔哥罗德区所属的一个农村居民点。其下辖有8个居民点，行政中心为别索诺夫卡。据2016年统计，该农村居民点的人口为4715人。